# کریس هولدسورث
کریس هولدسورث (انگلیسی: Chris Holdsworth؛ زادهٔ ۲۴ اکتبر ۱۹۸۷) ورزشکار هنرهای رزمی ترکیبی اهل ایالات متحده آمریکا است.